# Europacupen i ishockey 1977/1978
Europacupen i ishockey 1977/1978 inleddes den 27 september 1977, och avslutades den 29 augusti 1979. Turneringen vanns av sovjetiska CSKA Moskva, som besegrade Poldi Kladno i finalspelet.

## Första omgången
| Lag 1               | Resultat  | Lag 2                   |
| ------------------- | --------- | ----------------------- |
| Gap HC              | 7-9, 3-14 | Kölner EC               |
| Dynamo Berlin       | 7-3, 4-4  | Podhale Nowy Targ       |
| HC Steaua Bucureşti | 3-2, 1-3  | SC Bern                 |
| EC KAC              | 5-2, 5-3  | Ferencvárosi TC         |
| HC Bolzano          | 6-2, 6-6  | HK Jesenice             |
| Manglerud/Star      | 3-3, 6-7  | F Verwarming Heerenveen |

 Tappara,   
 Brynäs IF  :  vidare direkt

## Andra omgången
| Lag 1                   | Resultat                | Lag 2      |
| ----------------------- | ----------------------- | ---------- |
| SC Bern                 | 7-3, 4-8 (0-2 straffar) | Kölner EC  |
| EC KAC                  | 5-5, 2-3                | HC Bolzano |
| Dynamo Berlin           | 7-7, 6-5                | Brynäs IF  |
| F Verwarming Heerenveen | WO                      | Tappara    |

## Tredje omgången
| Lag 1         | Resultat | Lag 2                   |
| ------------- | -------- | ----------------------- |
| Dynamo Berlin | 5-1, 6-2 | Kölner EC               |
| HC Bolzano    | 4-2, 1-7 | F Verwarming Heerenveen |

 Poldi Kladno  :  vidare direkt

## Fourth round
| Lag 1                   | Resultat  | Lag 2        |
| ----------------------- | --------- | ------------ |
| F Verwarming Heerenveen | 3-9, 5-13 | Poldi Kladno |

 Dynamo Berlin  :  vidare direkt

## Semifinaler
| Lag 1         | Resultat | Lag 2        |
| ------------- | -------- | ------------ |
| Dynamo Berlin | 5-5, 2-9 | Poldi Kladno |

 CSKA Moskva  :  vidare direkt

## Final
| Lag 1       | Resultat | Lag 2        |
| ----------- | -------- | ------------ |
| CSKA Moskva | 3-1      | Poldi Kladno |